# David Noon
David Noon (Johnstown (Pennsylvania), 23 juli 1946) is een Amerikaans componist, muziekpedagoog, klarinettist, pianist en organist.

## Levensloop
Noon speelde als klein jongetje eerst klarinet, later ook fagot, dwarsfluit en piano. Hij studeerde aan het Pomona College onder anderen ook compositie bij Karl Kohn en behaalde aldaar in 1968 zijn Bachelor of Music. Verder studeerde hij compositie bij Darius Milhaud, Yehudi Wyner, Charles Jones en Mario Davidovsky. Vervolgens studeerde hij middeleeuwse muziek bij Gustave Reese en musicologie aan de Universiteit van New York en behaalde zijn Master of Arts. Zijn studies voltooide hij aan de Yale-universiteit in New Haven, behaalde eerst een Master of Musical Arts en vervolgens promoveerde hij tot Doctor of Musical Arts in compositie. Met een studiebeurs uit het Fulbright-programma kon hij in 1972 en 1973 nog studeren bij Wlodzimierz Kotonski en doceren aan de Frédéric Chopin Muziekacademie (Pools: Akademia Muzyczna im. Fryderyka Chopina) in Warschau.
Van 1996 tot 1998 was hij eveneens bezig als huiscomponist en organist aan de Bisschoppelijke Kathedraal van Sint Johannes van Patmos (Episcopal Cathedral of St. John the Divine), de grootste Gotische kathedraal ter wereld, in New York. In 2007-2008 was Noon gast-professor voor musicologie en compositie aan het Centraal Muziek-Conservatorium (Chinees: 请参考校园黄页) in Peking. Vanaf 1981 doceerde hij muziekgeschiedenis aan de Manhattan School of Music in New York. Hij ging in 2011 met pensioen.
Van 1973 tot 1976 doceerde hij muziektheorie en compositie aan de muziekafdeling van de Northwestern-universiteit in Evanston. In 1976 en 1977 was hij huiscomponist van de Helene Wurlitzer Foundation in Taos (New Mexico).
Daarnaast is hij componist en schrijft vooral in de zomer, waar hij zijn vrije tijd meestal op het Griekse eiland Kreta toebrengt. Hij schreef werken voor muziektheater (opera, ballet), orkest, harmonieorkest, kamermuziek, vocale muziek (koor, liederen, liturgische muziek).

## Composities

### Werken voor orkest
- 2001 Dances of Dionysus
- 2003 ProMusica Sempre!, voor kamerorkest, op. 173
- 2009 Concert nr. 2, voor piano en orkest - première: 28 september 2009, Tonhalle Zürich
- Concert, voor piano en orkest, op. 153

### Werken voor harmonieorkest
- 1987 Sweelinck Variations
- Alleluias, voor dwarsfluit solo en harmonieorkest
- My Young Life Has Ended

### Missen en andere kerkmuziek
- A Medieval Reliquary, voor bariton, dwarsfluit, cello en harp
- Three Sacred Canticles, voor gemengd koor, op. 115

### Muziektheater

#### Opera's
| Voltooid in | titel    | aktes  | première | libretto |
| ----------- | -------- | ------ | -------- | -------- |
|             | R.S.V.P. | 1 akte |          |          |

#### Balletten
| Voltooid in | titel                      | aktes   | première | libretto | choreografie   |
| ----------- | -------------------------- | ------- | -------- | -------- | -------------- |
|             | Labyrinth, op. 16          | 1 scène |          |          |                |
|             | The Triumph of Terpsichore |         |          |          | Carrie Diamond |

#### Toneelmuziek
- Hit the Deck
- Hot Grease, Nasty Licks!
- Stand Up!
- Swept Away
- Table for One
- The gift of the eagle, muzikale fantasie voor sprekers en orkest - tekst: Timothy Russell

### Vocale muziek

#### Werken voor koor
- Une petit bestiaire, voor gemengd koor - tekst: Guillaume Apollinaire (opgedragen aan: Jean en Daphné Lignel)
  1. La sauterelle
  2. La chenille
  3. La puce
  4. La mouche

#### Liederen
- 1972 6 Chansons, voor sopraan, 2 piccolo, 3 dwarsfluiten, altfluit, basklarinet, piano en 2 slagwerkers, op. 32
  1. Wanderer's Song
  2. An Excursion to the Dragon Pool Temple on Chung-nan
  3. Complaint of a Neglected Wife
  4. Sadness of the Gorges
  5. Song of the Old Man of the Hills
  6. The Stones Where the Haft Rotted
- Quatre chansons, voor vrouwelijke zangstem, viool, klarinet, trombone en cello, opus 14
- Un petit bestiaire, voor zangstem en piano

### Kamermuziek
- 1974 Fantasy, voor viool en piano (vierhandig), op. 28
- 1975 Strijkkwartet nr. 1
- 1976 Coda, voor saxofoonkwartet, op. 39
- 1985 Serenade, voor althobo en strijkkwartet, op. 78
- 1986 Sonata da Camera, voor dwarsfluit en harp, op. 89
- 1989 Partita, voor dwarsfluit en gitaar, op. 103
- 1989 Partita, voor sopraansaxofoon en gitaar, op. 103 b
- 1993 Hymn Variations, voor sopraansaxofoon, viool, cello en piano
- 1994 Simple Suite, voor twee violen
- 1994 Les Six, voor koperkwintet, op. 118
- 1997 Runes, voor fagot en contrabas
- 2008 Sonata, "Three Poems from Nature"
- Ars Nova, voor sopraansaxofoon en piano, op. 67
- Cadenzas, voor viool solo, op. 29
- Duo, voor twee altviolen, op. 19
- Eskaton, voor viool
- Golgotha, voor ensemble, op. 202
- Inflections, voor piano, geprepareerd piano, klavecimbel, harp en vibrafoon, op. 15
- Introduction, dirge, and frolic, voor dwarsfluit (ook: piccolo), klarinet, fagot, trompet en trombone, op. 18
- Motets and monodies, voor hobo, althobo en fagot
- Saxophone Quartet - in memory of Jordan Berk, op. 163
  1. Allegro
  2. Variazioni
  3. Fuga.
- Sonata, voor klarinet, vibrafoon en (geprepareerd) piano, op. 21
- Song and toccata, voor trombone solo, op. 24
- Strijkkwartet nr. 2
- Strijkkwartet nr. 3
- Strijkkwartet nr. 4
- Strijkkwartet nr. 5
- Strijkkwartet nr. 6
- Strijkkwartet nr. 7 "le tombeau des troubadours"
- Strijkkwartet nr. 8
- Strijkkwartet nr. 9
- Strijkkwartet nr. 10
- Strijkkwartet nr. 11
- Tarantelle styrienne, voor dwarsfluit, harp en strijkkwartet
- Tailor-Made, voor bastrombone en piano, op. 112 
  1. Top Hat
  2. White Tie
  3. Tails
- Three Masks, voor sopraansaxofoon en strijkkwartet, op. 151

### Werken voor orgel
- Praeludium super "Pange Lingua", op. 200

### Werken voor piano
- 1981 Art Deco, voor twee piano's, op. 64[1][2][3][4]
- 1982 Three Etudes, op. 69 (opgedragen aan: Roberta Rust)[5]
- Miroir Estampie, voor twee piano's
- Tristan’s Mirror, voor twee piano's

### Werken voor harp
- 1993 Tristan's Lament with Rotta, voor harp solo, op. 119

### Werken voor slagwerk
- Hardcore, voor pauken solo
- Symphonia Apocalyptica, voor 12 slagwerkers

## Media
1. ↑  Art Deco: "1. Pont Alexandre III" door het Ferdiko Piano Duo
2. ↑  Art Deco: "2. Rags" door het Ferdiko Piano Duo
3. ↑  Art Deco: "3. Lalique" door het Ferdiko Piano Duo
4. ↑  Art Deco: "4. Mbira" door het Ferdiko Piano Duo
5. ↑  Three Etudes door Roberta Rust (piano). Gearchiveerd op 21 juni 2023.

- Gemeinsame Normdatei: 171359585
- International Standard Name Identifier: 0000 0001 1998 9857
- Library of Congress Control Number: n84074893
- MusicBrainz: bf4c476e-e067-497c-96de-dfb5fbcd7b90
- SNAC: w6474v5k
- Virtual International Authority File: 39802913
- WorldCat: E39PBJxCw9TPXkhkjvxCmVF7pP